# Bandera de Cambodja
La bandera de Cambodja actual fou utilitzada de 1953 a 1975 i ho torna a ser des de 1993.

## Descripció
Està formada per una banda roja horitzontal envoltada de dues bandes blaves, una a sobre i l'altra a sota. Al centre hi ha la representació en blanc del temple d'Angkor Vat.
Els tres colors de la bandera simbolitzen la divisa del país: la nació, el vermell; la religió, el blanc, i el rei, el blau.

## Banderes històriques
Durant la dictadura del general Lon Nol, es va emprar la bandera de la República Khmer (1970 - 1975).
Durant la dictadura de la Kamputxea Democràtica dels Khmers rojos, es va emprar una altra bandera, formada per tres torres daurades sobre fons roig, a semblança d'altres estats socialistes.
La bandera de la República Popular de Kampuchea fou la mateixa bandera del moviment d'alliberament dels Khmer Issarak. Aquesta antiga bandera amb cinc torres va ser adoptada per Front d'Unió Nacional per la Salvació de Kampuchea (FUNSK o KUFNS) i posteriorment va esdevindre la bandera oficial de la República Popular de Kampuchea del 1979 al 1989. Quan aquest estat fou rebatejat com a Estat de Cambodja es va afegir el color blau a la bandera i a l'escut. Després del final de la transició el 1993 es va readoptar oficialment la bandera del Regne de Cambodia.

Bandera de la República Khmer (1970 - 1975)
Bandera de la Kamputxea Democràtica
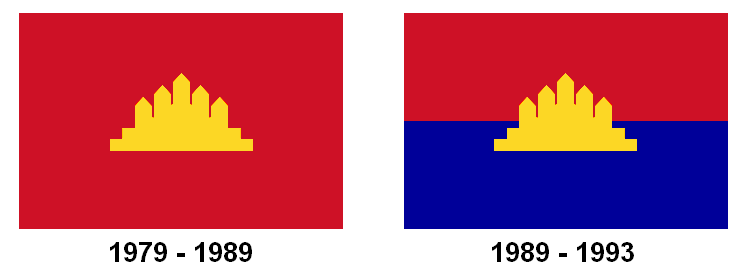
Banderes de la República Popular de Kampuchea i de l'Estat de Cambodja (1979-1989) i (1989-93)